# Olympische Winterspiele 2022/Teilnehmer (Georgien)
| Gelbes Symbol für Goldmedaillen mit stilisierten Olympischen Ringen | Graues Symbol für Silbermedaillen mit stilisierten Olympischen Ringen | Braundes Symbol für Bronzemedaillen mit stilisierten Olympischen Ringen |
| ------------------------------------------------------------------- | --------------------------------------------------------------------- | ----------------------------------------------------------------------- |
| —                                                                   | —                                                                     | —                                                                       |

Georgien nahm an den Olympischen Winterspielen 2022 in Peking zum achten Mal in seiner Geschichte an Olympischen Winterspielen teil. Unter den fünf Athleten sowie vier Athletinnen befand sich auch der 21-jährige Saba Kumaritaschwili, Cousin des 2010 in Whistler tödlich verunglückten Rennrodlers Nodar Kumaritaschwili. Er ging ebenfalls im Rennrodeln an den Start.

## Teilnehmer nach Sportarten

### Eiskunstlauf
| Athleten                                                                                              | Wettbewerbe    | Kurzprogramm/ Rhythmustanz | Kurzprogramm/ Rhythmustanz | Kür/ Kürtanz  | Kür/ Kürtanz  | Gesamt | Gesamt |
| Athleten                                                                                              | Wettbewerbe    | Punkte                     | Rang                       | Punkte        | Rang          | Punkte | Rang   |
| --- | -------------- | -------------------------- | -------------------------- | ------------- | ------------- | ------ | ------ |
| Frauen                                                                                                |                |                            |                            |               |               |        |        |
| Anastassija Gubanowa                                                                                  | Einzel         | 65,40                      | 10                         | 135,58        | 10            | 200,98 | 11     |
| Männer                                                                                                |                |                            |                            |               |               |        |        |
| Moris Qwitelaschwili                                                                                  | Einzel         | 97,98                      | 5                          | 170,64        | 11            | 268,62 | 10     |
| Mixed                                                                                                 |                |                            |                            |               |               |        |        |
| Karina Safina Luka Berulawa                                                                           | Paarlauf       | 66,11                      | 9                          | 126,33        | 8             | 192,44 | 9      |
| Maria Kasakowa Georgi Rewia                                                                           | Eistanz        | 67,08                      | 18                         | 97,25         | 19            | 164,33 | 19     |
| Anastassija Gubanowa Moris Qwitelaschwili Karina Safina / Luka Berulawa Maria Kasakowa / Georgi Rewia | Teamwettbewerb | 22                         | 6                          | ausgeschieden | ausgeschieden | 22     | 6      |

### Rennrodeln
| Athlet               | Wettbewerb | Lauf 1       | Lauf 1 | Lauf 2       | Lauf 2 | Lauf 3       | Lauf 3 | Lauf 4        | Lauf 4        | Gesamt       | Gesamt |
| Athlet               | Wettbewerb | Zeit         | Rang   | Zeit         | Rang   | Zeit         | Rang   | Zeit          | Rang          | Zeit         | Rang   |
| -------------------- | ---------- | ------------ | ------ | ------------ | ------ | ------------ | ------ | ------------- | ------------- | ------------ | ------ |
| Männer               |            |              |        |              |        |              |        |               |               |              |        |
| Saba Kumaritaschwili | Einsitzer  | 1:00,211 min | 30     | 1:00,146 min | 32     | 1:00,036 min | 31     | ausgeschieden | ausgeschieden | 3:00,393 min | 31     |

### Ski Alpin
| Athleten          | Wettbewerbe  | 1. Lauf     | 1. Lauf | 2. Lauf       | 2. Lauf       | Gesamt        | Gesamt        |
| Athleten          | Wettbewerbe  | Zeit        | Rang    | Zeit          | Rang          | Zeit          | Rang          |
| ----------------- | ------------ | ----------- | ------- | ------------- | ------------- | ------------- | ------------- |
| Frauen            |              |             |         |               |               |               |               |
| Nino Ziklauri     | Riesenslalom | 1:04,49 min | 41      | 1:05,38 min   | 35            | 2:09,87 min   | 34            |
| Nino Ziklauri     | Slalom       | 1:00,11 min | 47      | 1:00,37 min   | 42            | 2:00,48 min   | 42            |
| Männer            |              |             |         |               |               |               |               |
| Soso Dschaparidse | Riesenslalom | DNF         | DNF     | ausgeschieden | ausgeschieden | ausgeschieden | ausgeschieden |
| Soso Dschaparidse | Slalom       | 1:02,02 min | 41      | 55,87 s       | 30            | 1:57,89 min   | 32            |